# Оливија Вилијамс
Оливија Хај Вилијамс (енгл. Olivia Haigh Williams; 26. јул 1968) британска је филмска, позоришна и телевизијска глумица.
Најпознатија је по споредним улогама у филмовима Рашмор са Билом Маријем, Шесто чуло са Брусом Вилисом, Образовање са Кери Малиган и Писац из сенке са Јуаном Макгрегором који јој је донео номинације за неколико награда удружења филмских критичара.
Када је у питању телевизија, најзначајнију улогу у досадашњој каријери остварила је у серији Кућа лутака Џоса Видона.